# 陈善明
陈善明（1917年8月12日—2014年4月1日），男，上海人，中国生物化学家，曾任中国科学院新疆分院副院长，九三学社中央委员会常务委员，是第五、六、七、八届全国人大代表。

## 生平
1917年8月，陈善明出生于上海。1941年毕业于浙江大学农业化学系，后留校任教。1949年至1958年间在中国科学院上海分院生物化学研究所任助理研究员，期间在1953年加入九三学社。1958年在彭加木的推荐下入新疆工作、参与主持了中科院新疆分院化学研究所的筹建，担任过中科院新疆化学研究所副所长、副研究员等职务，是九三学社新疆地方组织创建人之一。1979年，陈善明任中国科学院新疆分院副院长，1982年加入中国共产党。
1996年，陈善明卸任九三学社新疆区委会主委，在1998年离任新疆自治区和全国人大代表职务、离休。
2014年4月1日14时15分，陈善明因病医治无效，在乌鲁木齐逝世，享年97岁。